# سة كاني
سة كاني هي قرية في مقاطعة أشنوية، إيران. يقدر عدد سكانها بـ 702 نسمة بحسب إحصاء 2016.